# Salgen
Salgen – miejscowość i gmina w Niemczech, w kraju związkowym Bawaria, w rejencji Szwabia, w regionie Donau-Iller, w powiecie Unterallgäu, wchodzi w skład wspólnoty administracyjnej Pfaffenhausen. Leży w Szwabii, około 10 km na północ od Mindelheimu.

## Demografia
| Rok  | Liczba mieszk. |
| ---- | -------------- |
| 1970 | 1 135          |
| 1987 | 1 227          |
| 2000 | 1 479          |

## Polityka
Wójtem gminy jest Johann Egger, rada gminy składa się z 12 osób.
|      | FWG | FWV/Bürgerliste Block Hausen | FWG Bronnen | Razem |
| 2008 | 6   | 4                            | 2           | 12    |
| 2002 | 6   | 3                            | 3           | 12    |

## Oświata
W gminie znajduje się przedszkole (50 miejsc i 50 dzieci).